# Chrysopodes (Chrysopodes) crassinervis
Chrysopodes (Chrysopodes) crassinervis is een insect uit de familie van de gaasvliegen (Chrysopidae), die tot de orde netvleugeligen (Neuroptera) behoort. 
Chrysopodes (Chrysopodes) crassinervis is voor het eerst wetenschappelijk beschreven door Penny in 1998.